# Липень, Юзеф
Юзеф Липень (пол. Józef Lipień); род. 6 февраля 1949, Jaczków, Нижнесилезское воеводство) — польский борец греко-римского стиля, призёр Олимпийских игр, чемпион мира, призёр чемпионата Европы, восьмикратный чемпион Польши (1969, 1970, 1974—1976, 1978, 1979, 1981). Брат-близнец олимпийского чемпиона, трёхкратного чемпиона мира Казимежа Липеня.

## Биография
Родился в городе Еленя-Гура близ Яцкува в Силезии, на несколько минут позже брата-близнеца. С 12 лет оба брата начали занятия борьбой в клубе Краконоше в Еленя-Гуре, но через несколько лет переехали в Дембицу, где начали заниматься в клубе Вислока.. Всю взрослую борцовскую карьеру Казимеж боролся в своём естественном полулёгком (до 62 килограммов) весе, тогда как Юзеф, с тем, чтобы не конкурировать с братом в одной категории,  всегда сгонял вес до легчайшего (до 57 килограммов). Возможно, что именно это повлекло определённую разницу в показанных результатах.
В 1968 году был четырнадцатым на чемпионате Европы. Поехал в девятнадцать лет на Олимпийские игры, при этом его старший брат в них не участвовал.
На Летних Олимпийских играх 1968 года в Мехико боролся в категории до 57 килограммов (легчайший вес). Выбывание из турнира проходило по мере накопления штрафных баллов. За чистую победу штрафные баллы не начислялись, за победу за явным преимуществом начислялось 0,5 штрафных балла, за победу по очкам 1 штрафной балл, за ничью 2 или 2,5 штрафных балла, за поражение по очкам 3 балла, поражение за явным преимуществом 3,5 балла, чистое поражение — 4 балла. Если борец набирал 6 или более штрафных баллов, он выбывал из турнира. Титул оспаривали 24 борца. 
Юзеф Липень, проиграв две из трёх встреч из дальнейшей борьбы выбыл.
| Выступление на Олимпийских играх 1968 года | Выступление на Олимпийских играх 1968 года | Выступление на Олимпийских играх 1968 года | Выступление на Олимпийских играх 1968 года | Выступление на Олимпийских играх 1968 года | Выступление на Олимпийских играх 1968 года | Выступление на Олимпийских играх 1968 года |
| Круг                                       | Соперник                                   | Страна                                     | Результат                                  | Баллы                                      | Всего баллов                               | Время схватки                              |
| ------------------------------------------ | ------------------------------------------ | ------------------------------------------ | ------------------------------------------ | ------------------------------------------ | ------------------------------------------ | ------------------------------------------ |
| 1                                          | Кайя Ёкзан                                 | Турция                                     | Поражение По очкам                         | -3                                         | -3                                         | 12:00                                      |
| 2                                          | Ан Чхён Ён                                 | Республика Корея                           | Ничья                                      | -2                                         | -5                                         | 12:00                                      |
| 3                                          | Ристо Бьёрлин                              | Финляндия                                  | Поражение Туше                             | -4                                         | -9                                         | 9:00                                       |

В 1969 году впервые стал чемпионом Польши. В 1970 был девятым на чемпионате Европы и пятнадцатым на чемпионате мира. В 1971 году был семнадцатым на чемпионате мира.
На Летних Олимпийских играх 1972 года в Мюнхене боролся в категории до 57 килограммов (легчайший вес). Регламент остался почти тем же. Титул оспаривали 29 человек. Юзеф Липень, проиграв две и выиграв две встречи, из соревнований выбыл.
| Выступление на Олимпийских играх 1972 года | Выступление на Олимпийских играх 1972 года | Выступление на Олимпийских играх 1972 года | Выступление на Олимпийских играх 1972 года | Выступление на Олимпийских играх 1972 года | Выступление на Олимпийских играх 1972 года | Выступление на Олимпийских играх 1972 года |
| Круг                                       | Соперник                                   | Страна                                     | Результат                                  | Баллы                                      | Всего баллов                               | Время схватки                              |
| ------------------------------------------ | ------------------------------------------ | ------------------------------------------ | ------------------------------------------ | ------------------------------------------ | ------------------------------------------ | ------------------------------------------ |
| 1                                          | Франческо Скудери                          | Италия                                     | Победа По очкам                            | -1                                         | -1                                         | 12:00                                      |
| 2                                          | Чимэдбазарын Дамдиншарав                   | Монголия                                   | Победа Туше                                | 0                                          | -1                                         | 1:17                                       |
| 3                                          | Рустем Казаков                             | Союз Советских Социалистических Республик  | Поражение Туше                             | -4                                         | -5                                         | 8:39                                       |
| 4                                          | Христо Трайков                             | Болгария                                   | Поражение По очкам                         | -3                                         | -8                                         | 8:39                                       |

В 1973 году стал чемпионом мира и занял только шестое место на чемпионате Европы. В 1974 и 1975 годах на чемпионатах мира оставался с серебряной медалью. В 1976 году был пятым на Гран-при Германии.
На Летних Олимпийских играх 1976 года в Монреале боролся в категории до 57 килограммов (легчайший вес). Регламент остался почти тем же. Титул оспаривали 17 человек.
Несмотря на поражение в первой же встрече, Юзеф Липень дальше двигался неплохо, и даже победил будущего чемпиона Пертти Укколу, что дало возможность Липеню продолжать турнир, несмотря на уже набранные 6 баллов. Однако в четвёртом круге Липень потерпел сокрушительное поражение от Фархата Мустафина, и выбыл из турнира. 
| Выступление на Олимпийских играх 1976 года | Выступление на Олимпийских играх 1976 года | Выступление на Олимпийских играх 1976 года | Выступление на Олимпийских играх 1976 года | Выступление на Олимпийских играх 1976 года | Выступление на Олимпийских играх 1976 года | Выступление на Олимпийских играх 1976 года | Выступление на Олимпийских играх 1976 года |
| Круг                                       | Соперник                                   | Страна                                     | Результат                                  | Счёт                                       | Баллы                                      | Всего баллов                               | Время схватки                              |
| ------------------------------------------ | ------------------------------------------ | ------------------------------------------ | ------------------------------------------ | ------------------------------------------ | ------------------------------------------ | ------------------------------------------ | ------------------------------------------ |
| 1                                          | Михай Бочила                               | Румыния                                    | Поражение                                  | Дисквалификация                            | -4                                         | -4                                         |                                            |
| 2                                          | Ёсима Суга                                 | Япония                                     | Победа                                     | 16-12                                      | -1                                         | -5                                         | 9:00                                       |
| 3                                          | Пертти Уккола                              | Финляндия                                  | Победа                                     | 9-4                                        | -1                                         | -6                                         | 9:00                                       |
| 4                                          | Фархат Мустафин                            | Союз Советских Социалистических Республик  | Поражение                                  | 4-29 За явным преимуществом                | -4                                         | -10                                        |                                            |

В 1978 году был шестым на чемпионате мира и завоевал бронзовую медаль чемпионата Европы. Перед Олимпийскими играми в Москве имел 11,5 килограммов лишнего веса и в течение трёх месяцев его сгонял.
На Летних Олимпийских играх 1980 года в Москве боролся в категории до 57 килограммов (легчайший вес). Регламент остался почти тем же. Титул оспаривали 13 человек.
На этот раз Юзеф Липень смог войти в число финалистов, одну финальную встречу выиграл, одну проиграл и занял второе место.
| Выступление на Олимпийских играх 1980 года | Выступление на Олимпийских играх 1980 года | Выступление на Олимпийских играх 1980 года | Выступление на Олимпийских играх 1980 года | Выступление на Олимпийских играх 1980 года | Выступление на Олимпийских играх 1980 года | Выступление на Олимпийских играх 1980 года | Выступление на Олимпийских играх 1980 года |
| Круг                                       | Соперник                                   | Страна                                     | Результат                                  | Счёт                                       | Баллы                                      | Всего баллов                               | Время схватки                              |
| ------------------------------------------ | ------------------------------------------ | ------------------------------------------ | ------------------------------------------ | ------------------------------------------ | ------------------------------------------ | ------------------------------------------ | ------------------------------------------ |
| 1                                          | Йозеф Крыста                               | Чехословакия                               | Победа                                     | 11-5                                       | -1                                         | -1                                         | 9:00                                       |
| 2                                          | Георги Донев                               | Болгария                                   | Победа                                     | Туше                                       | 0                                          | -1                                         | 7:17                                       |
| 3                                          | Свободен                                   | -                                          | -                                          | -                                          | 0                                          | -1                                         |                                            |
| 4                                          | Дьюла Мольнар                              | Венгрия                                    | Победа                                     | 10-4                                       | -1                                         | -2                                         |                                            |
| 5                                          | Михай Бочила                               | Румыния                                    | Поражение                                  | Дисквалификация обоих соперников           | -4                                         | -6                                         |                                            |
| Финал (встреча 1)                          | Бенни Юнгбек                               | Швеция                                     | Победа                                     | Дисквалификация за пассивность             |                                            |                                            | 8:25                                       |
| Финал (встреча 2)                          | Шамиль Сериков                             | Союз Советских Социалистических Республик  | Поражение                                  | 4-11                                       |                                            |                                            | 9:00                                       |

После игр оставил карьеру.
Окончил рабочий техникум в Зелёна-Гуре в 1972 году, и школу физкультурного образования в Варшаве в 1980 году. С 1981 года работал тренером, в 1983—1984 годах в Дании, 1984—1988 в Швеции, с 1997 по 2000 тренировал в родном клубе.

## Интересные факты
Братья-близнецы Юзеф Липень и Казимеж Липень являются первыми в истории греко-римской борьбы родными братьями, ставшими чемпионами мира на одном чемпионате. И вторыми в истории борьбы после братьев Нуреттина Зафера и Хайдара Зафера, ставшими чемпионами мира по вольной борьбе в 1951 году.